# Suat Mamat
 Suat İsmail Mamat  (Isztambul, 1930. november 8. – 2016. február 3.) török labdarúgócsatár.
A török válogatott színeiben részt vett az 1954-es labdarúgó-világbajnokságon.